# Don Michael Paul
Don Michael Paul (* 17. April 1963 in Newport Beach, Kalifornien) ist ein US-amerikanischer Schauspieler, Regisseur und Drehbuchautor.

## Leben
Don Paul begann seine Karriere im Filmgeschäft als Schauspieler mit Auftritten in verschiedenen Fernsehserien ab dem Jahr 1983. Im Jahr 1991 gab er sein Debüt als Drehbuchautor mit dem Script zu Harley Davidson & The Marlboro Man. Ab Mitte der 1990er Jahre wandte er sich auch der Regie zu und inszenierte 1996 eine Folge der Serie Renegade – Gnadenlose Jagd. 2002 entstand mit Halbtot – Half Past Dead sein erster Spielfilm – ein Actionfilm, mit Steven Seagal in der Hauptrolle. Vier Jahre darauf drehte er mit Die Reiter der Apokalypse einen Horrorfilm, 2007 folgte mit Who’s Your Caddy? eine Komödie. 2012 inszenierte er mit Lake Placid: The Final Chapter den vierten Teil der Lake-Placid-Filmreihe. Weitere Filme folgten, die alle für den Videomarkt produziert wurden und häufig Fortsetzungen diverser Filmreihen darstellen. So drehte er drei Teile der Tremors-Filmreihe, Tremors 5 – Blutlinien (2015), Tremors 6 – Ein kalter Tag in der Hölle (2018) und Tremors: Shrieker Island (2020).
Als Schauspieler wirkte Paul vor allem an Fernsehserien mit. So hatte er in den Jahren 1994 und 1995 eine wiederkehrende Rolle in Models Inc. Zudem war er von 1998 bis 2008 als Synchronsprecher der Serie Oggy und die Kakerlaken tätig.
Paul ist verheiratet und Vater von drei Kindern.

## Filmografie (Auswahl)

### Als Schauspieler
- 1986: Young Streetfighters (The Brotherhood of Justice)
- 1987: Aloha Summer
- 1989: Winter People – Wie ein Blatt im Wind (Winter People)
- 1989: Rich Girl
- 1992: Hat Squad
- 1993: Robot Jox 2 (Robot Wars)
- 1994–1995: Models Inc. (Fernsehserie, 17 Episoden)
- 1998–2008: Oggy und die Kakerlaken (Oggy et les cafards, Fernsehserie, Stimme von Oggy)
- 2021: The Protégé – Made for Revenge (The Protégé)

### Als Regisseur
- 2002: Halbtot – Half Past Dead (Half Past Dead)
- 2006: Die Reiter der Apokalypse (The Garden)
- 2007: Who’s Your Caddy?
- 2012: Lake Placid 4 (Lake Placid: The Final Chapter, Fernsehfilm)
- 2013: Company of Heroes
- 2014: Jarhead 2 – Zurück in die Hölle (Jarhead 2: Field of Fire)
- 2014: Sniper: Legacy
- 2015: Tremors 5 – Blutlinien (Tremors 5: Bloodlines)
- 2016: Kindergarten Cop 2
- 2016: Sniper: Ghost Shooter
- 2018: Tremors 6 – Ein kalter Tag in der Hölle (Tremors: A Cold Day in Hell)
- 2018: Death Race: Anarchy (Death Race: Beyond Anarchy)
- 2018: Scorpion King: Das Buch der Seelen (The Scorpion King: Book of Souls)
- 2019: Jarhead: Law of Return
- 2020: Bulletproof 2
- 2020: Tremors: Shrieker Island

### Als Drehbuchautor
- 1991: Harley Davidson & The Marlboro Man
- 2002: Halbtot – Half Past Dead (Half Past Dead)
- 2018: Death Race: Anarchy (Death Race: Beyond Anarchy)
- 2019: Jarhead: Law of Return
- 2020: Bulletproof 2
- 2020: Tremors: Shrieker Island